# Manuel Hernández Sonseca Hervás
Manuel Hernández Sonseca Hervás, (*Aranjuez, Comunidad de Madrid, España, 6 de junio de 1986) es un exfutbolista y entrenador español. Se desempeñaba en la posición de mediocentro defensivo. Actualmente es segundo entrenador en el SCR Altach.

## Clubes

### Jugador
| Club                         | País    | Años      |
| ---------------------------- | ------- | --------- |
| Real Aranjuez Club de Fútbol | España  | 2003-2004 |
| Club Atlético de Madrid B    | España  | 2004-2006 |
| Unión Deportiva Lanzarote    | España  | 2006-2007 |
| Getafe Club de Fútbol B      | España  | 2007-2010 |
| FC Admira Wacker Mödling     | Austria | 2010-2011 |
| Zalaegerszegi TE             | Hungría | 2011-2012 |
| Valdres FK                   | Noruega | 2012-2014 |
| Gjøvik-Lyn                   | Noruega | 2014-2016 |

### Entrenador
| Club                         | País    | Años  |
| ---------------------------- | ------- | ----- |
| Atromitos FC (2º entrenador) | Grecia  | 2020  |
| SCR Altach (2º entrenador)   | Austria | 2021- |